# Tetylenchus tenuis
Tetylenchus tenuis är en rundmaskart. Tetylenchus tenuis ingår i släktet Tetylenchus och familjen Tylenchidae. Inga underarter finns listade i Catalogue of Life.